# Vilém Mathesius
Vilém Mathesius (Pardubice, 3 de agosto de 1882 – Praga, 12 de abril de 1945) foi um linguista tcheco conhecido por ter sido um dos fundadores do Círculo Linguístico de Praga e por seu trabalho no funcionalismo estruturalista.